# مارکو کوتشر
مارکو کوتشر (انگلیسی: Marco Kutscher؛ زادهٔ ۲ مهٔ ۱۹۷۵) سوارکار پرش اهل آلمان است.